# La Voz de Gerona
La Voz de Gerona fou una emissora de ràdio de la Cadena de Emisoras Sindicales, amb seu a la Gran Via de Jaume I de Girona.

## Història
L'emissora de ràdio La Voz de Gerona s'inaugurà el 22 de gener de 1965. L'acte tingué lloc al segon pis de la Casa Sindical, seu del Sindicat Vertical, on es trobaven instal·lades les oficines i estudis de l'emissora. L'estudi fou beneït pel bisbe de Girona Narcís Jubany i comptà amb la presència del governador civil de Girona Víctor Hellín Sol.
Inicialment, l'emissora estigué en mans d'Eleuterio Paniagua, qui donava veu a la retransmissió religiosa El Banco de Dios. Una de les veus més populars de l'emissora fou la del locutor Jaume Teixidor Cuyàs. L'1 de maig de 1966, el periodista Miquel Diumé s'incorporà com a tècnic i locutor. Més endavant, l'any 1982, fou nomenat director. Una de les seves primeres accions fou la de suprimir l'emissió del rosari.
L'any 1981, La Voz de Gerona es fusionà a Radiocadena Española, integrada dins de RTVE. Més endavant, l'any 1989, Radiocadena s'integrà a Radio Nacional de España.

## Fons documental
El juny de 1991, Radio Nacional de España feu donació del fons a l'Ajuntament de Girona, que prèviament es mantingué conservat a la seu de l'emissora. Van ingressar a l'Arxiu Municipal de Girona 6,97 metres lineals de documentació textual i dues-centes vint cintes de so. El Fons Ràdio Cadena - La Voz de Gerona, reuneix documentació generada a partir de la gestió, administració i activitat de la pròpia emissora. Està format per documentació sobre el personal que hi treballava, com ara correspondència, convenis laborals, actes de reunions, eleccions sindicals i calendaris laborals, entre d'altres. A més, documentació de la gestió de l'empresa, com extractes bancaris, ingressos i despeses, factures, informes comptables, llibres de registre de factures i llibres de comptabilitat. També, documentació relacionada amb la programació i una part de biblioteca amb butlletins de notícies discogràfiques, impresos de propaganda, llibres, publicacions, fullets i opuscles.